# 特罗普托河
特罗普托河（俄语：Река Тропто）是萨哈林州奥哈区的河流，源起大小特罗普托河交汇口处，长33公里，流域面积125平方公里，注入特罗普托湾。河口处宽34米，深0.7米，水流流速1.2米每秒。

## 引用
1. ↑  М·Г·瓦西科夫斯基. . 列宁格勒: 气象出版社. 1973 （俄语）.
2. ↑  . 国家水登记处.   [2024-01-04]. （原始内容存档于2024-01-04） （俄语）.